# Dicranomyia nigrescens
Dicranomyia nigrescens är en tvåvingeart som beskrevs av Frederick Wollaston Hutton 1900. Dicranomyia nigrescens ingår i släktet Dicranomyia och familjen småharkrankar. Inga underarter finns listade i Catalogue of Life.